# Dansk vejr
Dansk vejr er en dansk dokumentarfilm fra 1975, der er instrueret af Claus Ørsted.

## Handling
Denne artikel mangler et handlingsreferat. Hjælp os med at skrive det.